# Sevian Daupi
Sevian Daupi (* 30. Januar 1989 in Durrës) ist ein italienischer Rugby-Union-Spieler albanischer Abstammung. Seit 2008 spielt er beim Club Venezia Mestre Rugby.
Im Jahr 2000 zog er mit seiner Familie nach Italien.